# Aéroport d'Al-Ahsa
L'aéroport domestique d'Al-Ahsa est l'aéroport de la ville d'Al-Hofuf, et de la zone de l'oasis d'Al-Hassa, dans l'est de l'Arabie saoudite.
- Origine : Saudi Aramco

## Historique
Durant l'opération Bouclier du désert et la première guerre du Golfe en 1991, elle sert de base aérienne à l'armée de l’air française.

## Compagnies et destinations
- Saudi Arabian Airlines : Jeddah

## Statistiques
Pour des raisons techniques, il est temporairement impossible d'afficher le graphique qui aurait dû être présenté ici.

Voir la requête brute et les sources sur Wikidata.